# ローマの松
『ローマの松』（ローマのまつ、伊: Pini di Roma）は、イタリアの作曲家オットリーノ・レスピーギによって1924年12月に完成された交響詩。この前後に作曲した『ローマの噴水』（1916年）『ローマの祭り』（1928年）と共に「ローマ三部作」と呼ばれる。レスピーギがサンタ・チェチーリア音楽院の教授や院長を務めていた時代の作品である。
初演は、1924年12月14日、ローマのアウグスト劇場で行われた。

## 概要
後述するようなタイトルのつけられた4つの部分によって構成されている。各部分において異なった松と場所・時間を、レスピーギは自身の得意としていた色彩的なオーケストレーションを用いて描写している。
レスピーギは1926年1月15日に、みずからフィラデルフィア管弦楽団を指揮してこの曲を演奏するにあたり、プログラムに次のように記している。
つまり、彼はこの曲で単に松のことを描こうとしたわけではなく、松という自然を通して古代ローマへ眼を向け、ローマの往時の幻影に迫ろうという意図をもっていた。そのためこの曲には教会旋法が好んで使用され、古い時代への郷愁と過去への幻想が効果的に生かされている。
本作で題材となっている松は、イタリアなど地中海沿岸を中心に自生するイタリアカサマツのことである。

## 楽器編成
- フルート3（第3フルートはピッコロ持替え）
- オーボエ2
- コーラングレ1
- 変ロ調とイ調のクラリネット2
- 変ロ調とイ調のバスクラリネット1
- ファゴット2
- コントラファゴット1
- ホルン4
- トランペット3
- トロンボーン3
- バスチューバ1[1]
- ティンパニ
- トライアングル
- シンバルと小シンバル2
- タンブリン
- ラチェット
- 大太鼓
- タムタム
- グロッケンシュピール
- ハープ
- チェレスタ
- ピアノ
- オルガン
- 弦五部

- 舞台裏のトランペット（第2部で使用）

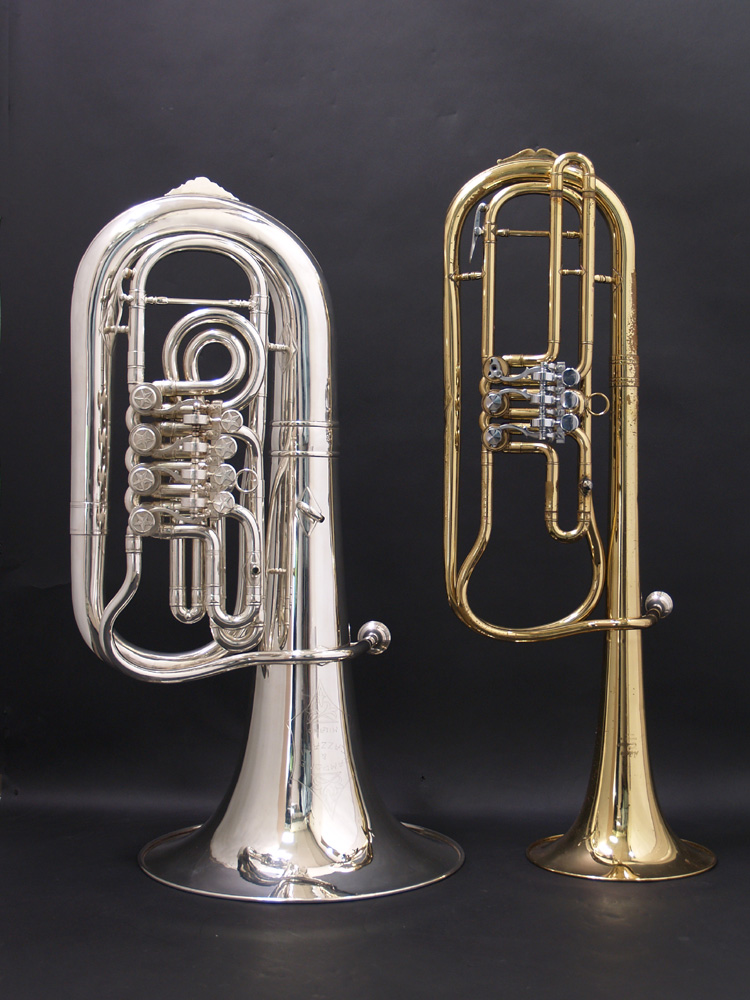
ブッキナに指定されたフリコルノ・バッソ（左）とテノーレ（右）

- ブッキナ（英語版） - 変ロ調のソプラノ・テナー・バスのフリコルノ（サクソルン）各2（第4部で使用）
ブッキナ[2]は古代ローマの兵士が用いた金管楽器の一種。トランペット、トロンボーンの祖先とされる。レスピーギがブッキナに指定したフリコルノはイタリアにおける円錐管系金管楽器で、ソプラノ・テナー・バスはそれぞれ現在のフリューゲルホルン・バリトン・ユーフォニアムに相当する。
- 夜鳴きウグイス（ナイチンゲール）の鳴き声の録音（第3部で使用）
楽譜出版社であるリコルディ社からテープが発売されている。また、普通はこの出版社のパート譜の貸し譜に付いてくる。水笛などで代用する場合もある。

## 構成
楽章の後の文章はレスピーギによる曲の説明。なお、以下の4つの部分は切れ目なく続けて演奏される。演奏時間は約20分。

### 第1部 ボルゲーゼ荘の松

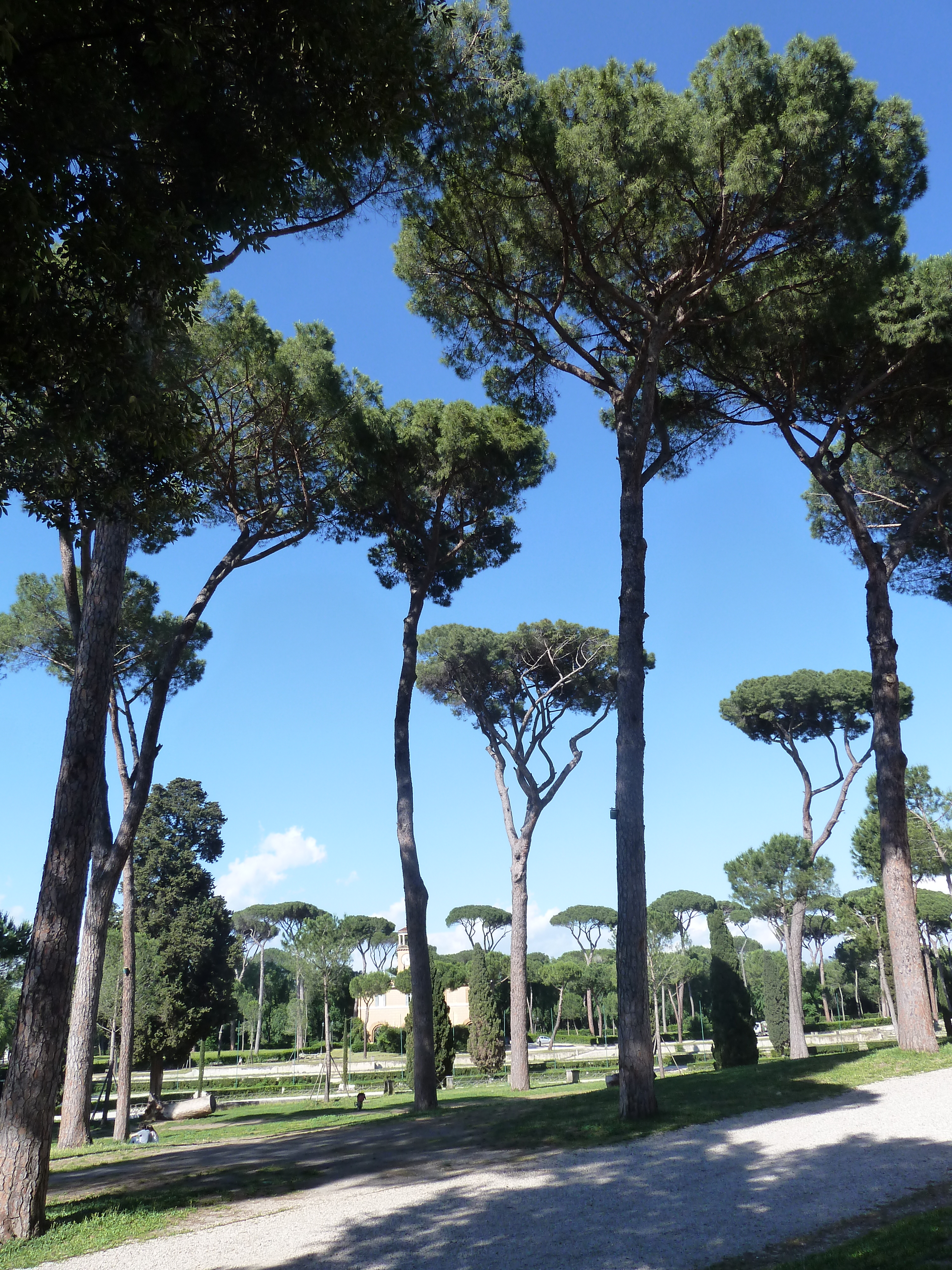
ボルゲーゼ公園の松並木。

伊: I pini di Villa Borghese
アレグレット・ヴィヴァーチェ→ヴィヴァーチェ（8分の2拍子）
「ボルゲーゼ荘の松の木立の間で子供たちが遊んでいる。彼らは輪になって踊り、兵隊遊びをして行進したり戦争している。夕暮れの燕のように自分たちの叫び声に昂闘し、群をなして行ったり来たりしている。突然、情景は変わり、第二部に曲は入る。」
ローマのボルゲーゼ公園の松並木で遊ぶ子供たちの情景をホルンの高らかな響きと、にぎやかで派手なオーケストレーションで彩った速い旋律で描いている。なお、「ボルジア荘の松」とする記載を見かけるがボルゲーゼ家とボルジア家は別であり、誤りである。

### 第2部 カタコンバ付近の松
伊: Pini presso una catacomba
レント（4分の4拍子）
「カタコンバの入り口に立っている松の木かげで、その深い奥底から悲嘆の聖歌がひびいてくる。そして、それは、荘厳な賛歌のように大気にただよい、しだいに神秘的に消えてゆく。」
カタコンバとは古代ローマでの初期キリスト時代の墓のこと。信者たちの悲嘆と祈りに満ちた歌声が全オーケストラを駆使して描かれる。後半にでてくる連続する5度のハーモニーでのメロディは、古代の教歌からインスピレーションを受けたと言われる。

### 第3部 ジャニコロの松
伊: I pini del Gianicolo
レント（4分の4拍子）
「そよ風が大気をゆする。ジャニコロの松が満月のあかるい光に遠くくっきりと立っている。夜鶯が啼いている。」
ジャニコロの丘はローマ南西部にある。満月の中に浮かぶ松と幻想的な月光が描かれる。クラリネットのソロが哀しい。
曲の最後にはナイチンゲールの鳴き声がテープ（初演時はレコード）で再生される。具体音の録音物をオーケストラで演奏内での再生に用いた最初期の例の一つ。

### 第4部 アッピア街道の松

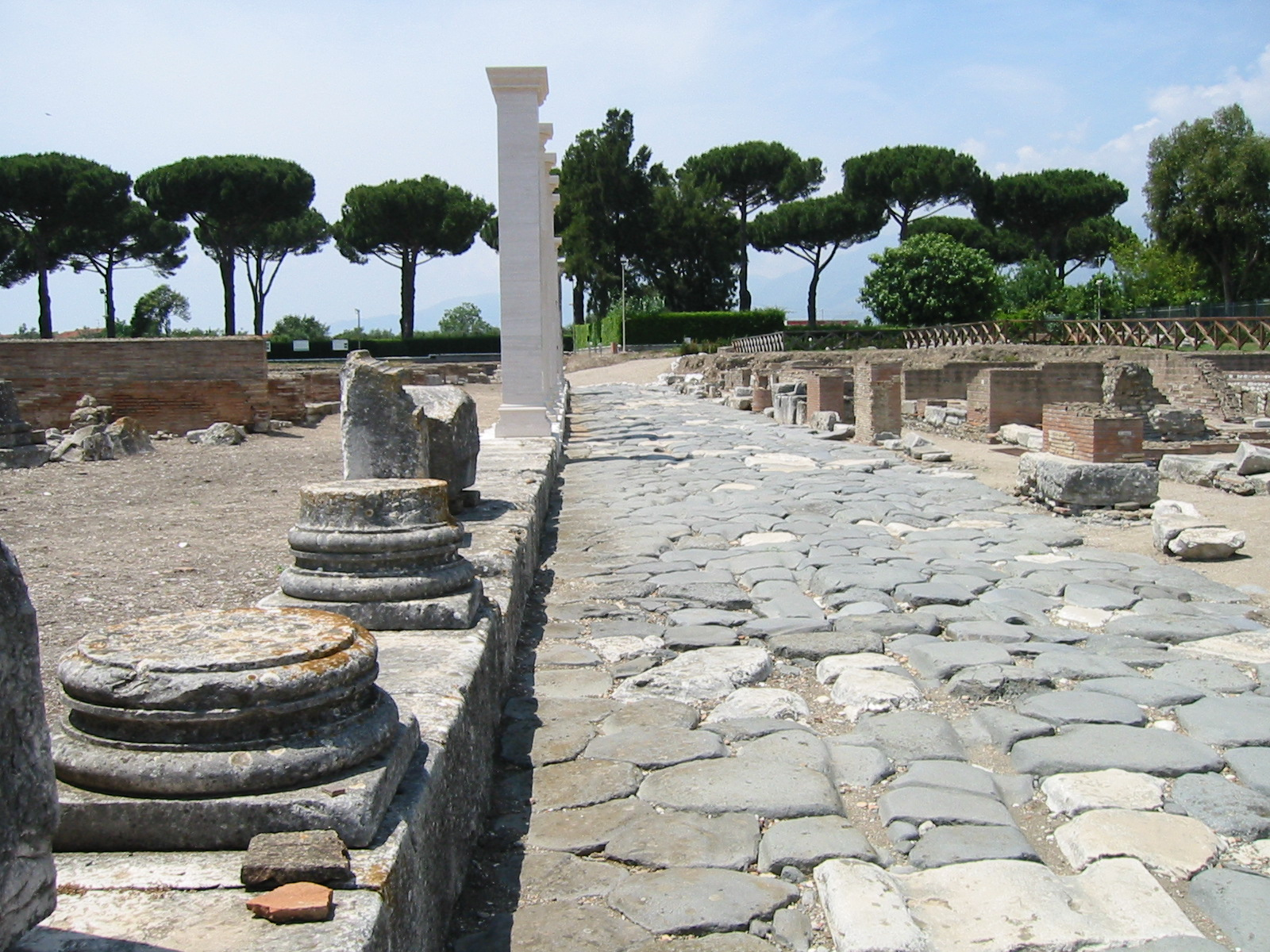
アッピア街道の遺跡と松並木。

伊: I pini della Via Appia
テンポ・ディ・マルチャ
「アッピア街道の霧深い夜あけ。不思議な風景を見まもっている離れた松。果てしない足音の静かな休みのないリズム。詩人は、過去の栄光の幻想的な姿を浮かべる。トランペットが響き、新しく昇る太陽の響きの中で、執政官の軍隊がサクラ街道を前進し、カピトレ丘へ勝ち誇って登ってゆく。」
古代ローマの進軍道路として使われたアッピア街道の石畳の道は今でも残る。ピアニッシモから「軍隊の行進」に伴い徐々に音強を増し、フォルティッシモに至る。舞台上の管弦楽に加え、バンダのファンファーレが加わり、勇壮に全曲を閉じる。舞台裏の金管楽器はしばしば客席の脇や後ろ、2階席などに置かれ、立体的な音響を響き渡らせることがある。